# نادي ليبرتاس تروجيلوس لكرة السلة
نادي ليبرتاس تروجيلوس لكرة السلة (بالإيطالية: Libertas Trogylos Basket)‏ هو فريق كرة سلة إيطالي للسيدات تأسس في سنة 1970 يقع مقره في بريولو غارغالو، إيطاليا. ينافس في الدوري الإيطالي لكرة السلة للسيدات.

## الإنجازات
- الدوري الأوروبي لكرة السلة للسيدات
  - 1990
- الدوري الإيطالي لكرة السلة للسيدات
  - 1989، 2000

## وصلات خارجية
- الموقع الرسمي